# Pablo Dyego
Pablo Dyego da Silva Rosa (Rio de Janeiro, 8 marzo 1994) è un calciatore brasiliano, attaccante del Grêmio Novorizontino.

## Caratteristiche tecniche
È una seconda punta.

## Carriera
Cresciuto nelle giovanili del Fluminense, ha esordito il 4 maggio 2013 durante il prestito al Djurgården in occasione del match perso 5-1 contro l'Åtvidaberg.

## Palmarès
- Campionato Pernambucano: 1

Sport Recife: 2024